# Eyjafjörður

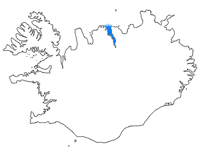
Eyjafjörður na mapě Islandu.

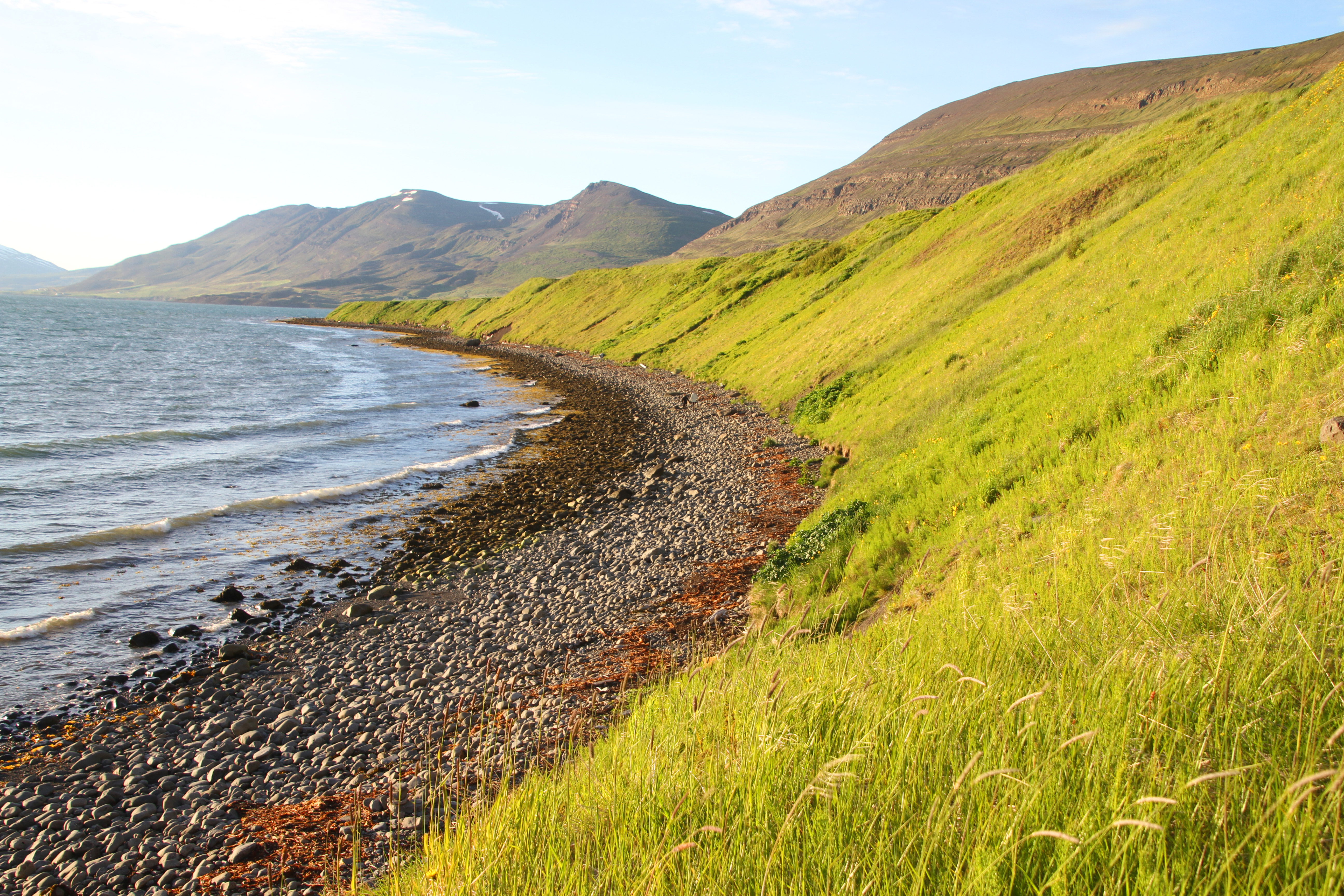

Eyjafjörður je nejdelší fjord na Islandu, nachází se v jeho severní části. Leží u druhého nejhustěji obydleného regionu Akureyri hned po Höfuðborgarsvæðið (aglomerace Reykjavíku). Název znamená v překladu ostrovní fjord, které je odvozeno od ostrova Hrísey uprostřed fjordu.